# Чемпионат СССР по дзюдо 1976
3-й чемпионат СССР по дзюдо прошёл в Москве 23-25 марта 1976 года.

## Медалисты
| Весовая категория          | Золото                                      | Серебро                                 | Бронза                                                                                |
| -------------------------- | ------------------------------------------- | --------------------------------------- | ------------------------------------------------------------------------------------- |
| Лёгкий вес (до 63 кг)      | Олег Зурабиани «Спартак» (Тбилиси)          | Аслан Кадыров «Урожай» (Майкоп)         | Амиран Обгаидзе Вооружённые Силы (Тбилиси) Владимир Ельчанинов «Динамо» (Москва)      |
| Полусредний вес (до 70 кг) | Владимир Невзоров «Урожай» (Майкоп)         | Валерий Двойников «Локомотив» (Киев)    | Игорь Краснов «Труд» (Электросталь) Геннадий Дворник «Буревестник» (Минск)            |
| Средний вес (до 80 кг)     | Андрей Цюпаченко «Динамо» (Москва)          | Дилар Хабулиани «Буревестник» (Тбилиси) | Алексей Волосов «Труд» (Электросталь) Абесалом Циклаури Вооружённые Силы (Тбилиси)    |
| Полутяжёлый вес (до 93 кг) | Рамаз Харшиладзе Вооружённые Силы (Тбилиси) | Виктор Бетанов «Динамо» (Челябинск)     | Валерий Иванов «Динамо» (Красноярск) Валерий Рухледев «Динамо» (Одесса)               |
| Тяжёлый вес (свыше 93 кг)  | Сергей Новиков «Динамо» (Киев)              | Джибило Нижарадзе «Динамо» (Тбилиси)    | Михаил Гриф «Динамо» (Москва) Владимир Кливоденко «Динамо» (Волгоград)                |
| Открытый вес               | Авель Казаченков Вооружённые Силы (Москва)  | Сергей Новиков «Динамо» (Киев)          | Олег Вакуленко Вооружённые Силы (Красноярск) Амиран Музаев Вооружённые Силы (Тбилиси) |

Имеется источник, в котором, бронзовым призёром в полутяжёлом весе вместо Валерия Рухлядева указан Владимир Гурин, представлявший «Урожай» (Майкоп).